# Rolf Weber (Fußballspieler)

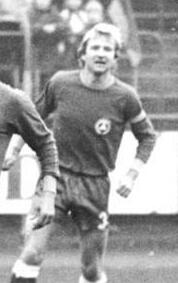
Weber als KWO-Spieler 1986

Rolf Weber (* 23. Dezember 1953 in Bamme) ist ein ehemaliger Fußballspieler der DDR-Oberliga. Dort spielte er von 1970 bis 1980 für den 1. FC Union Berlin.

## Sportliche Laufbahn
Weber begann bei der BSG Einheit in seinem Heimatort Bamme Fußball zu spielen. 1968 wechselte er in die Kreisstadt Rathenow zur BSG Motor. Mit 16 Jahren schloss er sich 1970 dem 1. FC Union Berlin an. Dort spielte er zunächst in der Juniorenoberliga. 1972 schaffte Weber als einziger Union-Nachwuchsspieler den Sprung in die Oberligamannschaft. Sein Debüt in der Oberliga gab er am 30. September 1972 beim Spiel BFC Dynamo – 1. FC Union (1:2) als zentraler Abwehrspieler. In seiner ersten Oberligasaison bestritt er bereits 18 der 26 ausgetragenen Punktspiele auf verschiedenen Positionen im Abwehrbereich. Die Saison endete allerdings mit dem Abstieg der Unioner, sodass Weber bis 1976 in der zweitklassigen DDR-Liga spielen musste. In diesen drei Spielzeiten wurde er in 60 von 66 Punktspielen eingesetzt, hinzu kamen 23 Spiele in den Aufstiegsrunden. In der Aufstiegsrunde 1976 konnte sich der 1. FC Union erfolgreich durchsetzen und stieg wieder in die Oberliga auf. In seiner zweiten Oberligaspielzeit 1976/77 war Weber der standardmäßige Vorstopper und bestritt sämtliche Punktspiele. Diesen Status verlor er jedoch in den folgenden zwei Jahren, denn 1977/78 und 1978/79 kam er in der Oberliga nur in fünfzehn bzw. neun Punktspielen zum Einsatz. Seine letzte Oberligasaison spielte Weber 1979/80, in der er sich mit 24 Punktspieleinsätzen wieder einen Stammplatz als Vorstopper zurückeroberte.
Im Mai 1980 wurde Weber für ein halbes Jahr zum Militärdienst eingezogen. Im Frühjahr 1981 stand er dem 1. FC Union wieder zur Verfügung, der inzwischen nach seinem Abstieg 1980 wieder in der DDR-Liga spielte. Weber absolvierte noch vier Ligapunktspiele war in allen acht Aufstiegsspielen zur Oberliga dabei. Das endgültig letzte Spiel für die 1. Mannschaft des 1. FC Union bestritt Weber am 20. Juni 1981 in der Aufstiegsrunden-Begegnung Union – Motor Suhl (7:1). Union verpasste den Aufstieg, und obwohl Weber auch für die Saison 1981/82 wieder für die DDR-Liga-Mannschaft nominiert worden war, kam er nur noch in der Bezirksliga-Mannschaft der Unioner zum Einsatz. Zu Beginn der Saison 1982/83 wechselte er zum DDR-Ligisten BSG KWO Berlin, mit dem er jedoch nach einem Jahr in die drittklassige Bezirksliga Berlin abstieg. Dort beendete er 1986 seine leistungssportliche Laufbahn, blieb aber noch für einige Jahre KWO-Mannschaftsleiter.
Während seiner Zeit beim 1. FC Union Berlin bestritt Rolf Weber 205 Pflichtspiele, darunter 93 Punktspiele in der DDR-Oberliga sowie 18 Spiele im DDR-weiten Pokalwettbewerb (FDGB-Pokal). Insgesamt erzielte er als Defensivspieler sieben Pflichtspieltore, davon zwei in Oberligaspielen.